# São João do Piauí
São João do Piauí este un oraș în Piauí (PI), Brazilia.